# 多巣性運動ニューロパチー
多巣性運動ニューロパチー（たそうせいうんどうニューロパチー、英語: multifocal motor neuropathy、MMN）は感覚障害を伴わない左右非対称の上肢遠位優位筋力低下と筋萎縮を主徴とする後天性の慢性脱髄性末梢神経疾患である。萎縮筋に線維束攣縮やミオキミア、筋痙攣がしばしばみられるため筋萎縮性側索硬化症（ALS）との鑑別が重要となる。

## 歴史
CIDPの多くは左右対称性の臨床像をとる典型的CIDPであるが左右非対称で上肢優位脱力を主症状とするCIDPにおける亜型であるMADSAMの発見はCIDP臨床像の幅を大きく広げた。それら左右非対称病型のなかに、遠位筋萎縮が目立ち、感覚障害を欠く脱髄性ニューロパチーが存在することが1980年代半ばにChadら、Rothら、Parryらによって相次いで報告されている。多巣性運動ニューロパチーという疾患概念は1988年にGM1ガングリオシド抗体との関連に注目したPestronkらによって提唱された。以後、MADSAM（別名LSS）との異同が議論されたが、2013年現在では感覚障害を有するCIDP群とは異なる治療方針で扱われることが多い。

## 疫学
日本では多巣性運動ニューロパチーの頻度は約400人と推定されている。男女比は2.5～2.7：1で男性に多い。平均発症年齢は40歳代で上肢遠位部に初発することが多い。男性の方が女性より発症年齢が若い。CIDPと異なり70歳以上の発症は稀である。

## 症状
病変の首座が髄鞘であるため、発症初期は筋力低下に比し筋萎縮が目立ちにくい。しかし進行につれて二次的な軸索変性が生じ筋萎縮が明らかとなる。筋線維束性攣縮やミオキミア、筋痙攣がしばしばみとめられ筋萎縮性側索硬化症との鑑別が重要となる。寒冷による麻痺の悪化、易疲労性も大きな臨床的な特徴のひとつである。平均発症年齢は40歳代であり上肢遠位に発症することが多い。下肢が初発となるのは20～30%とされている。

## 検査
末梢神経伝導速度検査
脱髄を示唆する電気生理学的な所見が得られる。複数の電気診断的な基準が示されている。圧迫性や絞扼性神経障害でよくみられる部位以外に運動神経の伝導ブロックを認めるのが典型的な所見であるが伝導ブロックを認めない症例もある。感覚神経伝導検査は通常正常である。
血液検査
MMN患者の約半数にガングリオシドGM1に対するIgM自己抗体（IgM-GM1）が見出されている。IgM-GM1は低抗体価であれば運動ニューロン病でも検出されるため抗体の意義付けは十分に解明されていない。しかし抗体陽性群は陰性群よりも軸索障害および運動障害がより重篤である。
髄液検査
軽度の髄液蛋白上昇（100mg/dl以下）はMMNを支持する所見であるが特的な所見ではない。
MRI
MRIで神経の肥厚を腕神経叢で特に認める例がある。同様の肥厚はCIDPでも認めるがMMNでは左右非対称で伝導ブロックの場所に限局している例がある。
神経生検
感覚神経である腓腹神経生検の検討では有髄神経数は正常、薄い髄鞘を有する大径線維が散見され軽度のオニオンバルブ形成もみられる。神経束に炎症性浮腫や炎症細胞浸潤は認められない。運動神経枝を生検して調べたTaylorらの報告では8名中7名に異常が認められ、最も顕著な所見は多巣性かつ付近等に分布する神経線維の変性像であった。特に病変が高度な部位では大径有髄線維の脱落が目立ち、同時に再生線維と思われる小径線維の小群落もみられている。また神経周膜の小血管周囲に少数の炎症細胞浸潤がみられる。

## 診断
MMNの診断は末梢神経障害としての臨床症状、脱髄を示唆する電気生理学的な所見、および除外診断によってなされる。複数の研究グループから診断基準が提唱されているが、基本的な項目は共通している。複数の末梢神経領域に筋力低下が存在し、その分布がびまん性・対称性でないこと、上位ニューロン徴候を欠くこと、感覚神経障害を欠くことに加え、指標として末梢神経における伝導ブロックの同定が必要である。2010年に改定されたEFNS/PNSの診断基準がよく知られている。この診断基準では臨床徴候が2神経以上で確認された場合は伝導ブロックの電気診断基準を1神経で満たせばdefinite～probable MMNとする。1神経にしか臨床徴候のない例はpossible MMNとしている。

## 鑑別疾患
筋萎縮性側索硬化症、脊髄性筋萎縮症、頚椎症性筋萎縮症、平山病、遺伝性ニューロパチー、絞扼性ニューロパチーなどが鑑別疾患となる。

## 治療
治療の第一選択は免疫グロブリン療法である。静脈注射が一般的であるが皮下注射の有効性も報告されている。一部の患者では治療により筋力が回復し、その後長期にわたり症状が安定するが多くの患者では長期の反復投与を必要とし、完全に進行を抑えるのは困難である。免疫抑制剤の併用も考慮されるが明確なエビデンスを示したものはない。